# Jürgen Ernst von Wedel
Jürgen Ernst von Wedel („Wagehals“) (* 1597 in Spiegel bei Reetz; † 16. März 1661 in Kolberg) war ein schwedischer General und Gesandter.
Jürgen Ernst von Wedel war ein Sohn des Obersten Ernst von Wedel zu Spiegel, Reetz und Nörenberg in der Neumark und der Ilse von Wedel a.d.H. Uchtenhagen. Er besuchte das Joachimsthalsche Gymnasium und die Philipps-Universität Marburg. Er sprach angeblich sieben Sprachen, unter anderem Griechisch und Hebräisch.
1626 wurde er dänischer Rittmeister, 1627 französischer Oberstleutnant und 1630 schwedischer Oberst. 1631 stand er als Oberst in kursächsischen Diensten. 1636 war er schwedischer Generalmajor. Er fungierte als schwedischer Gesandter zum Kurfürsten Friedrich Wilhelm von Brandenburg und war brandenburgischer Kammerherr. 1644 wurde er, gemeinsam mit seinen beiden Brüdern und zwei Neffen, durch Kurfürst Friedrich Wilhelm mit den neumärkischen Gütern Spiegel, Reetz, Nörenberg, Neuenwerder und Trebeln belehnt.
Verheiratet war er seit 1632 mit Anna von Ahlefeldt-Holstein, einer Tochter des dänischen Landrats Georg von Ahlefeldt und der Margarethe Blome. Er hatte fünf Kinder, darunter den General Friedrich Wilhelm von Wedel, den Begründer der dänischen Linie Wedell-Wedellsborg, und den Generalfeldmarschall Gustav Wilhelm von Wedel, den Begründer der norwegisch-ostfriesischen Linie Wedel-Jarlsberg.